# Ebo Taylor
Ebo Taylor (6 gennaio 1936) è un chitarrista, compositore e produttore discografico ghanese esponente dei movimenti afrobeat e highlife.

## Biografia
Ebo Taylor è stato un musicista di spicco della scena del Ghana per oltre sei decadi, noto come uno dei più influenti chitarristi afrobeat della storia. Alla fine degli anni 50 fece parte dei gruppi the Stargazers  e the Broadway Dance Band. Nel 1962, Taylor andò a Londra, insieme al suo gruppo di allora, the Black Star Highlife Band, dove entrò in contatto con la scena europea del tempo. A Londra infatti Taylor collaborò con l'artista afrobeat nigeriano Fela Kuti e con altri musicisti della scena afro-inglese dell'epoca.
Dopo il suo ritorno in Ghana, Taylor lavorò anche come produttore discografico, contribuendo alle registrazioni di Pat Thomas, C.K. Mann e altri artisti. Parallelamente ha, inoltre, continuato a realizzare progetti solisti combinando la musica tradizionale del Ghana con i generi afrobeat, jazz e funk.
Taylor ritornò in auge per il suo lavoro anche a livello internazionale anche grazie all'avvento della musica hip-hop nel ventunesimo secolo che campionava e si ispirava ai suoi dischi. Nel 2008, Ebo Taylor incontrò il gruppo di Berlino Afrobeat Academy band che includeva nella sua formazione anche il sassofonista Ben Abarbanel-Wolff. Questo incontro portò alla pubblicazione dell'album Love and Death con la casa discografica Strut Records (questo fu il suo primo album di distribuzione mondiale). A conferma della sua fama internazionale, nel 2009, il cantante pop Usher ha usato un sample dal brano di Taylor Heaven nel suo brano She Don’t Know.
Nel 2015 ha suonato al Stanbic Jazz Festival assieme con Earl Klugh, Ackah Blay e molti altri.

## Discografia

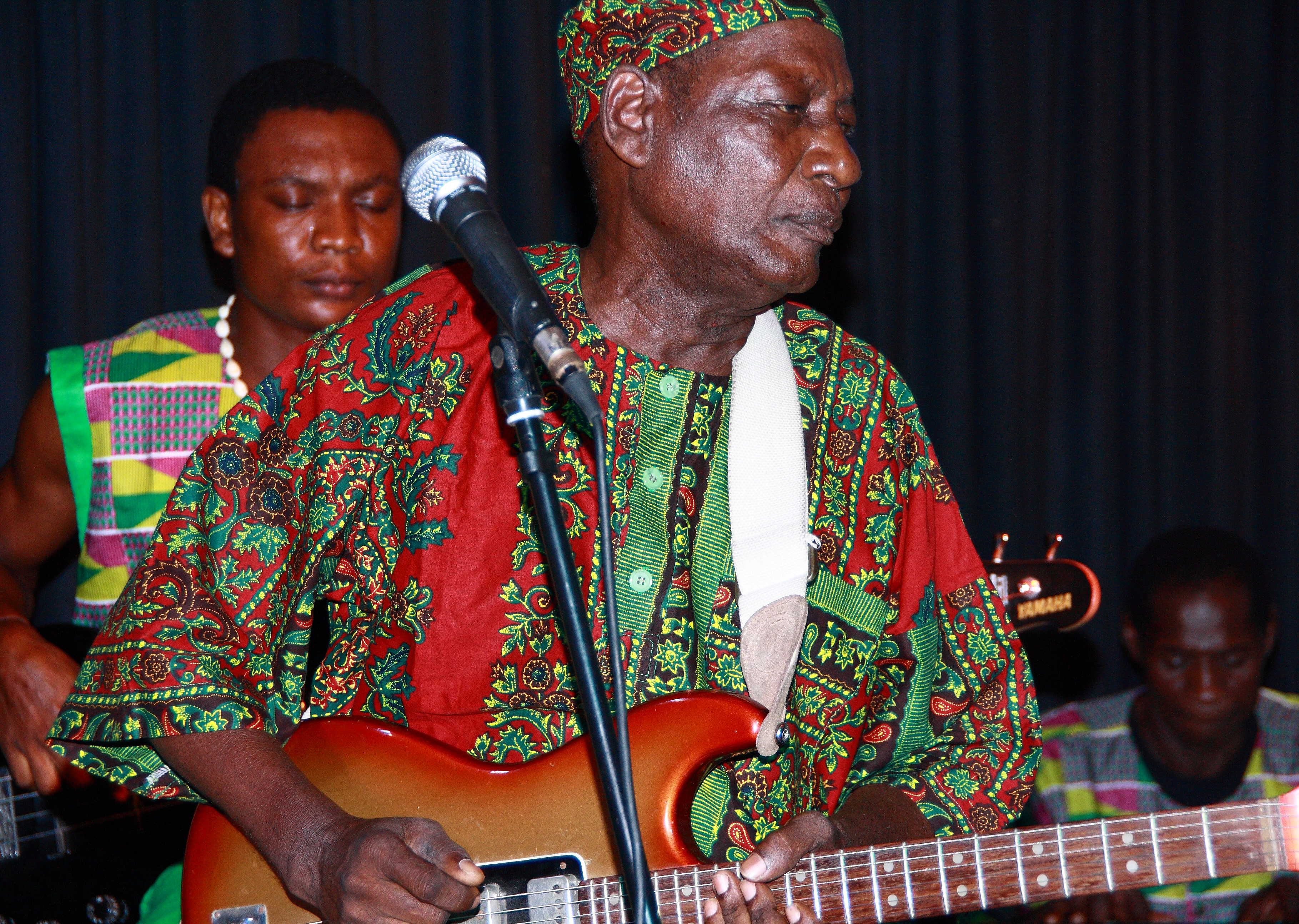
Ebo Taylor suona la chitarra ad un concerto

### Album
- My Love And Music (LP) (Gapophone Records) (1976)
- Ebo Taylor and The Pelikans - Ebo Taylor and The Pelikans (Abookyi Records) (1976)
- Ebo Taylor (Essiebons) (1977)
- Twer Nyame (Philips-West African-Records) (1978)
- Ebo Taylor & Saltpond Barkers Choir - Me Kra Tsie (LP) (Essiebons) (1979)
- Ebo Taylor & Uhuru Yenzu - Conflict Nkru!  (Essiebons) (1979)[1]
- Pat Thomas & Ebo Taylor - Sweeter Than Honey Calypso 'Mahuno" And High Lifes Celebration (Pan African Records) (1980)
- Ebo Taylor and Uhuru Yenzu - Nsamanfo - People's Highlife  (BOB International Records/Fancy) (1981)
- Ebo Taylor, Pat Thomas & Uhuru Yenzu - Hitsville Re-Visited (LP) (Essiebons) (1982)
- Pat Thomas & Ebo Taylor - Pat Thomas & Ebo Taylor (LP) (Dannytone Records) (1984)
- Love And Death (Strut Records) (2010)
- Life Stories: Best of Ebo Taylor 1973-80 (Strut Records) (2011)
- Appia Kwa Bridge (Strut Records) (2012)
- Yen Ara (Mr.Bongo Records) (2018)
- Palaver (Tabansi Records) (2019)

### Collaborazioni
- The Rough Guide To Psychedelic Africa (World Music Network) 2012